# Pojbuky
Pojbuky (německy Pojbuk) jsou obec v okrese Tábor v Jihočeském kraji. Žije v ní 103 obyvatel.

## Historie
První písemná zmínka o obci pochází z roku 1382.

## Obyvatelstvo
| Rok            | 1869 | 1880 | 1890 | 1900 | 1910 | 1921 | 1930 | 1950 | 1961 | 1970 | 1980 | 1991 | 2001 | 2011 | 2021 |
| -------------- | ---- | ---- | ---- | ---- | ---- | ---- | ---- | ---- | ---- | ---- | ---- | ---- | ---- | ---- | ---- |
| Počet obyvatel | 436  | 467  | 446  | 402  | 458  | 473  | 402  | 260  | 241  | 208  | 178  | 155  | 123  | 107  | 88   |
| Počet domů     | 54   | 54   | 56   | 58   | 62   | 66   | 73   | 79   | 62   | 56   | 50   | 76   | 76   | 78   | 52   |

## Obecní správa
Mezi lety 1850–1980 byly Pojbuky obcí v okrese Tábor (1850–1930), posléze v okrese Pacov (1950) a později opět v okrese Tábor. Od 1. července 1980 do 23. listopadu 1990 patřily jako část obce k Vodici a od 24. listopadu 1990 jsou opět samostatnou obcí.

### Části obce
- Blatnice
- Dolní Světlá
- Pojbuky
- Zadní Lomná

V letech 1850–1920 k obci patřily i Františkov, Nahořany a Radostovice a v letech 1850–1920 a v letech 1960–1980 také Zadní Střítež.

## Pamětihodnosti
- Kaple svaté Anny na návsi
- Venkovská usedlost čp. 17